# Sybra bioculata
Sybra bioculata är en skalbaggsart. Sybra bioculata ingår i släktet Sybra och familjen långhorningar.

## Underarter
Arten delas in i följande underarter:
- S. b. bioculata
- S. b. quadrinotata
- S. b. sikkimana
- S. b. tigrina